# Віллі фон Кенель
Вільгельм "Віллі" фон Кенель (нім. Wilhelm "Willy" von Känel, 30 жовтня 1909, Ла-Шо-де-Фон — 28 квітня 1991) — швейцарський футболіст, що грав на позиції нападника за клуби «Б'єн» та «Серветт», а також національну збірну Швейцарії.

## Клубна кар'єра
У футболі дебютував 1929 року виступами за команду «Б'єн», в якій провів десять сезонів. 
1939 року перейшов до «Серветта», за який відіграв ще 2 сезони. Завершив професійну кар'єру футболіста виступами за «Серветт» у 1941 році.

## Виступи за збірну
1930 року дебютував в офіційних матчах у складі національної збірної Швейцарії. Протягом кар'єри у національній команді, яка тривала 5 років, провів у її формі 19 матчів, забивши 3 голи.
У складі збірної був учасником чемпіонату світу 1934 року в Італії, де зіграв проти Нідерландів (3-2) і Чехословаччини (2-3).
Помер 28 квітня 1991 року на 82-му році життя.